# 重慶大厦

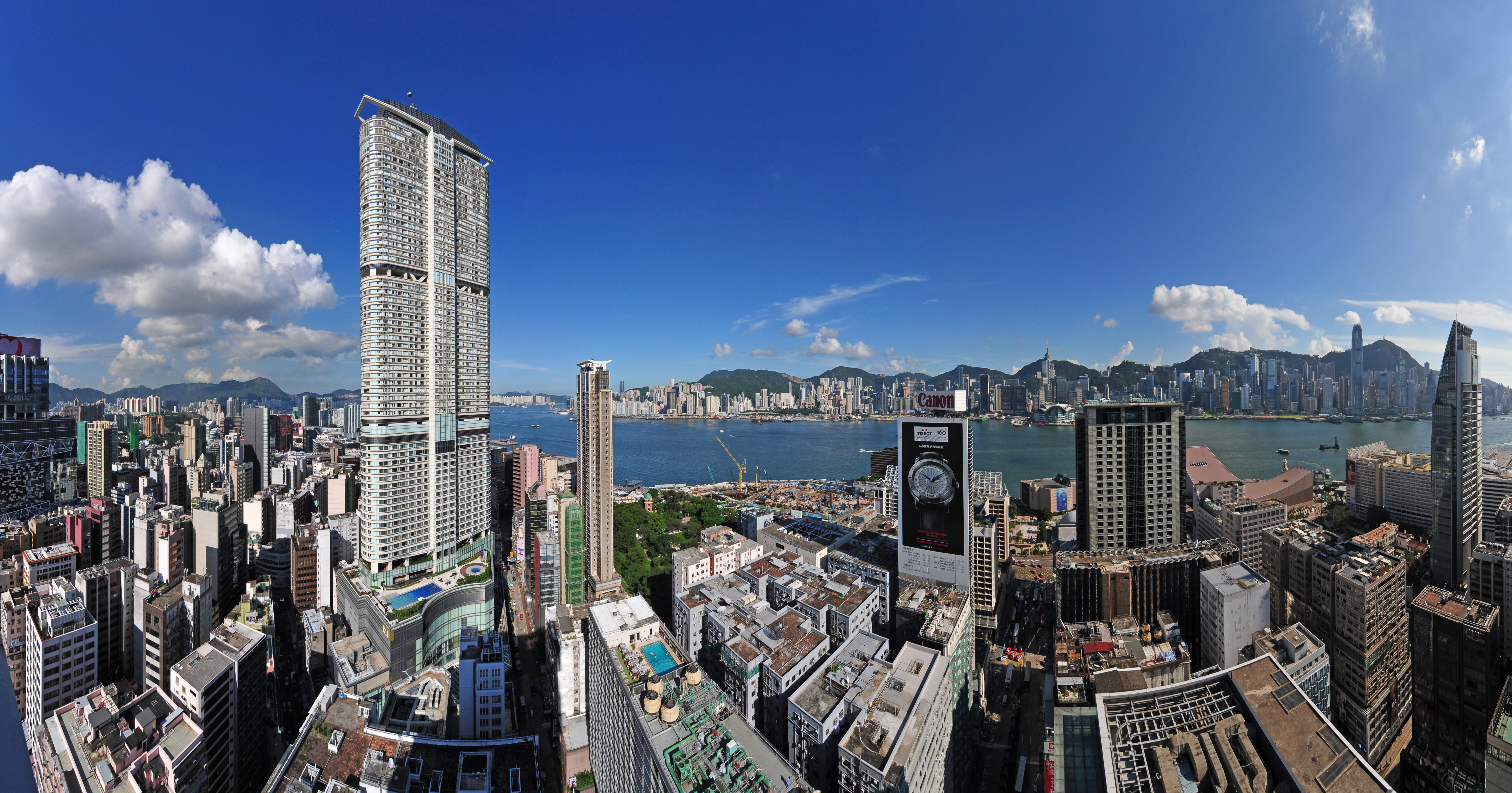

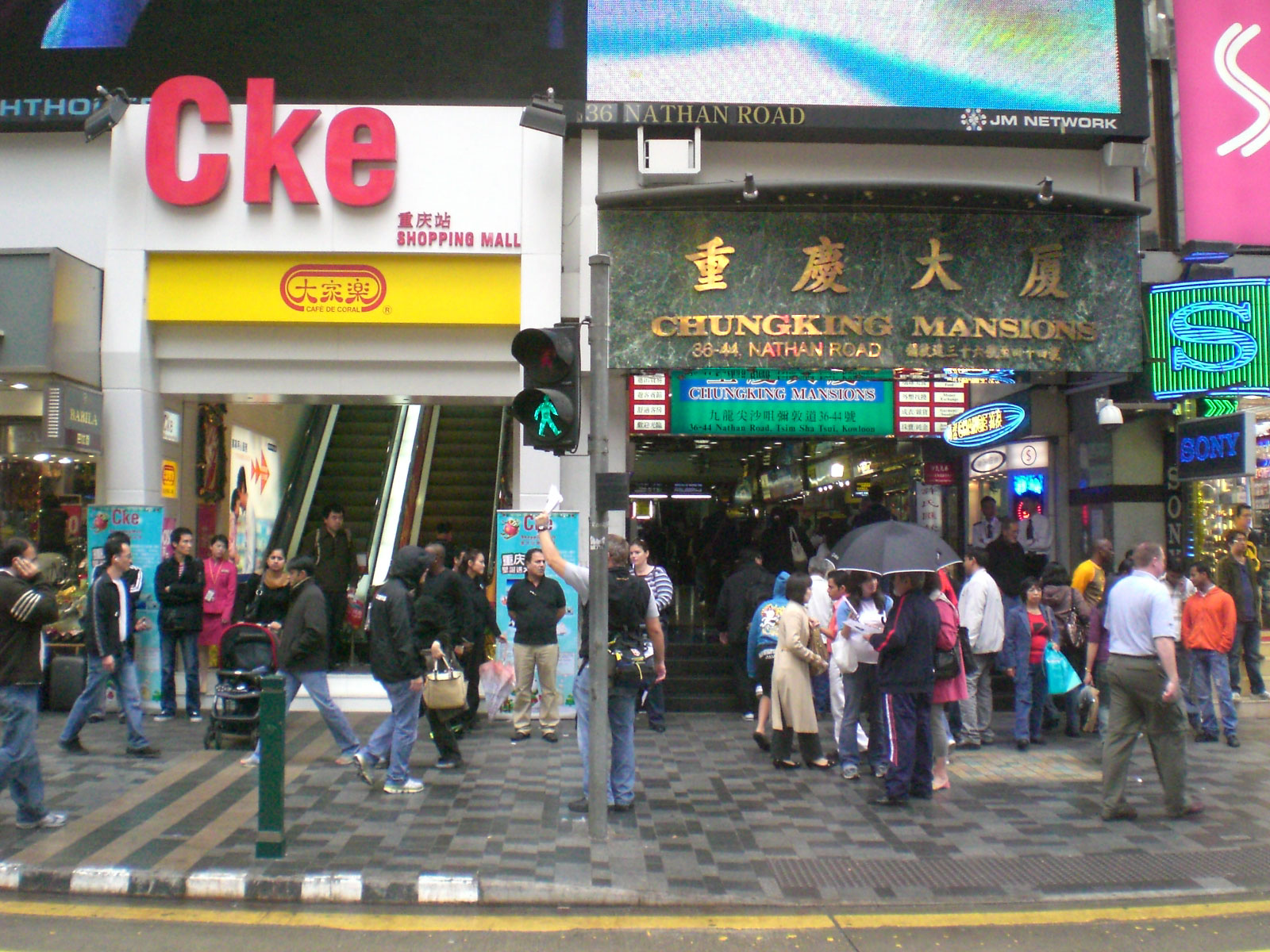
重慶大廈の正面入口

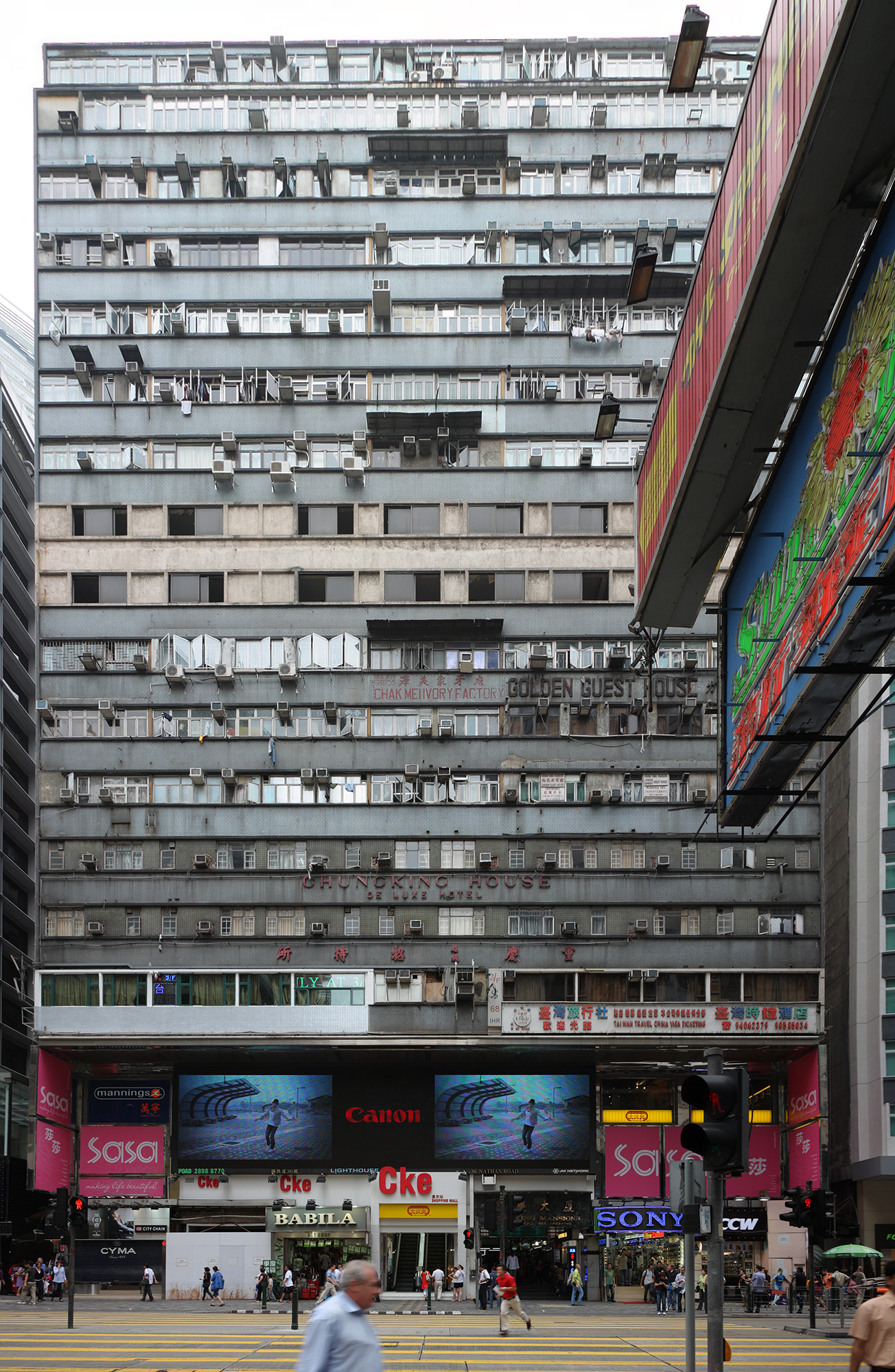
改装前の重慶大廈(2008年)

重慶大廈（チョンキンマンション）は香港の九龍油尖旺区尖沙咀地区のネイザンロード（彌敦道）に面して建つ、1960年代に開発された複合ビルである。

## 概要
本来は1961年に完成した、個人住宅を主な目的とする16階建ておよび17階建のビルの5棟の総称であるが、現在、観光客が集まる繁華街の一等地にありながら、数多くの安宿が密集しているビルとして有名で、ネイザンロード70メートルほど北側に面した同じく安宿が連なる美麗都大廈（広東語：メイライドウ ダーイハー、英語：Mirador Mansion、ミラドールマンション）と共に世界中のバックパッカーにその名が知れ渡っている。
また、両替商・カレー店・アフリカ料理店・南アジア等の民族衣装店やCD店、紳士服の仕立て屋、雑貨店の多さでも知られており、これらの店を目的に訪れる観光客も少なくなく、また、南アジア・中東・アフリカなどの出身者のコミュニティができている場所でもある。そのため、香港の複雑な民族構成を象徴する建物として、数多くの映画や小説の舞台となっている。
2006年には1階（階層表記は、地階をグランドフロア（G階）とするイギリス式。以下同じ。）の一部がエスカレータで上がれる現代的なショッピングモール・「重慶站（Chungking Express）」が開業し、1階には化粧品店、2階にはブティックや雑貨店などが入居している。2008年に大規模な改装が行われ、2階の部分にモール区域が拡張。ファストフード店の大家楽などが開業した。開業当初は空き店子区画が目立ったが、現在はその立地から盛り上がりを見せ、尖沙咀随一のショッピングモールへと成長した。なお、モールの英語名は映画『恋する惑星』の英字題に由来していた。
2008年4月～5月頃に、このショッピングモールの名称はCkeに改名された。また、2009年には地下階に新たなショッピングモールがオープン。2011年現在、外装の全面的な再塗装の工事中で、ここ数年の変化は著しい。
正面から見ると、ひとつの立方体のビルに見えるが、3階以上は後ろに井の字のような型のビルがあり、5棟合体の構造となっている。最高階は17階。ブロックで分けられており、同一階内での横移動は基本的にできない構造である。エレベータは各棟2機併設しているものの、左右で停止階を奇数階と偶数階に振り分けているため、基本的に目的の部屋に直接たどり着くエレベータは1台しかない。このためエレベータに乗るときは、1階において目的の部屋の棟内の目的の階に止まるものを選ぶ必要があるが、各階のエレベータ隣ホールすぐ脇には非常階段があり、上下階への階段を使った移動は横移動に比べて容易である。1階のエレベータホールにはエレベータの籠内部のリアルタイム映像を流すディスプレイが設置されており、内部の様子を見ることができる。3階以上へは24時間建物内部への出入りは自由だが、深夜になると基本的に安宿等の店子の入口は格子や二重扉で閉鎖され、フロントやオーナーが不在となるものも多い。このため、宿泊者または予約者以外が訪問することは困難となる。安宿の中には複数階にまたがって営業しているものもあり、呼び鈴や電話で従業員を呼び出すものもある。
ビルとの間には通路があるが、ネイザンロードに面している場所で露天商が出ているため、一見すると商店に見える。今は無き九龍城砦を彷彿させ、古き香港を今に伝える建築物のひとつであり、また、複雑な人間模様を感じさせる場所として、いくつかの映画や小説の舞台ともなっている。
過去に何度か一部の部屋が燃える火事が起きている。階段が途中で脇にそれて下りる構造の個所もあるなど、内部が複雑な構造であり、迅速な避難が困難な場合がある。
以前は犯罪の温床であると言われ長らく治安面で不安を抱えていたが、A座3階に警備員詰所が設けられるなど2000年代以降警備の強化が続いている。問題となっていたG階での強引な客引きも2008年末から規制の強化が行われ、以前よりは悪質な客引きは大幅に減っている。

## 主なゲストハウス

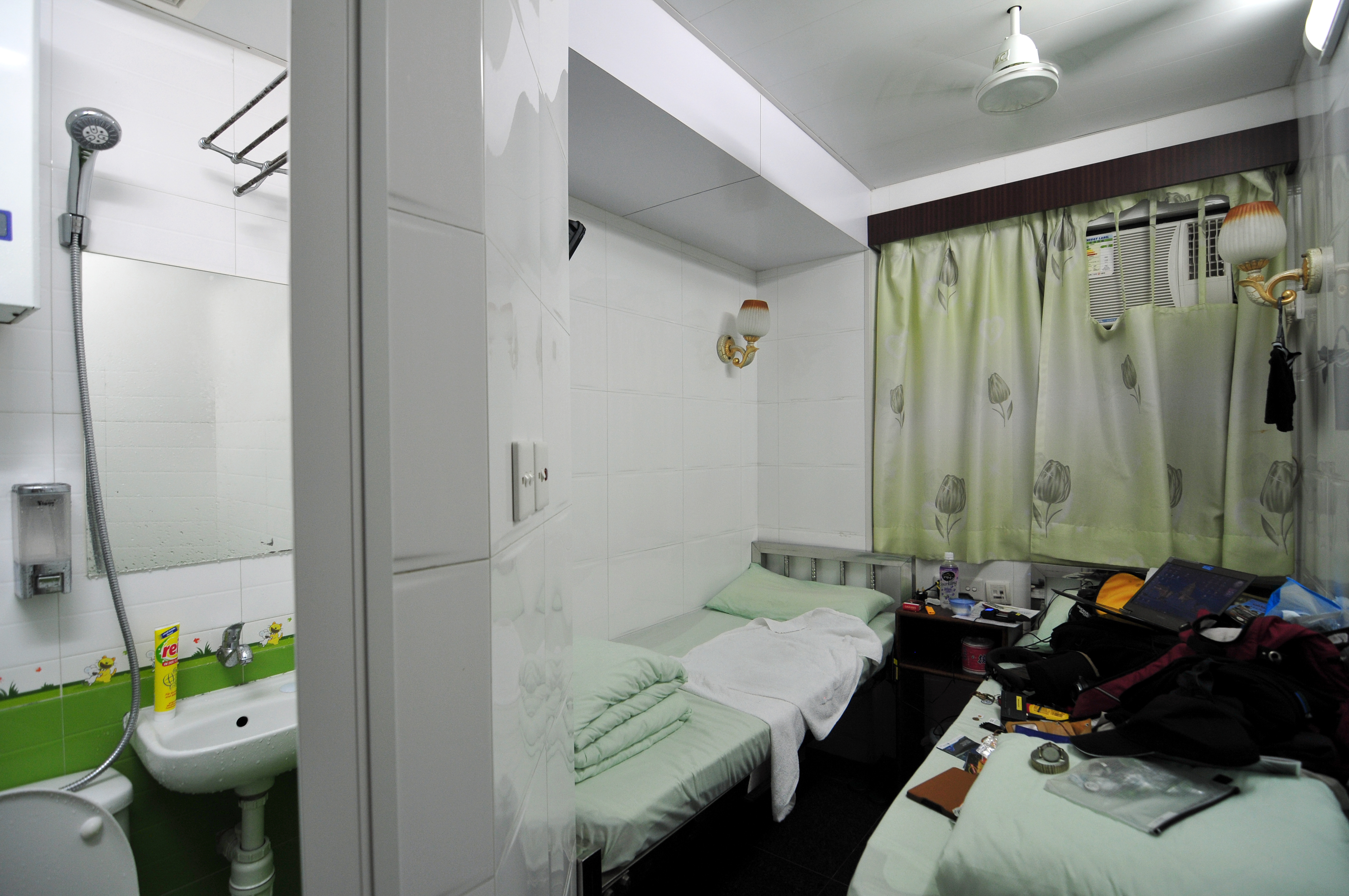
ゲストハウスの室内

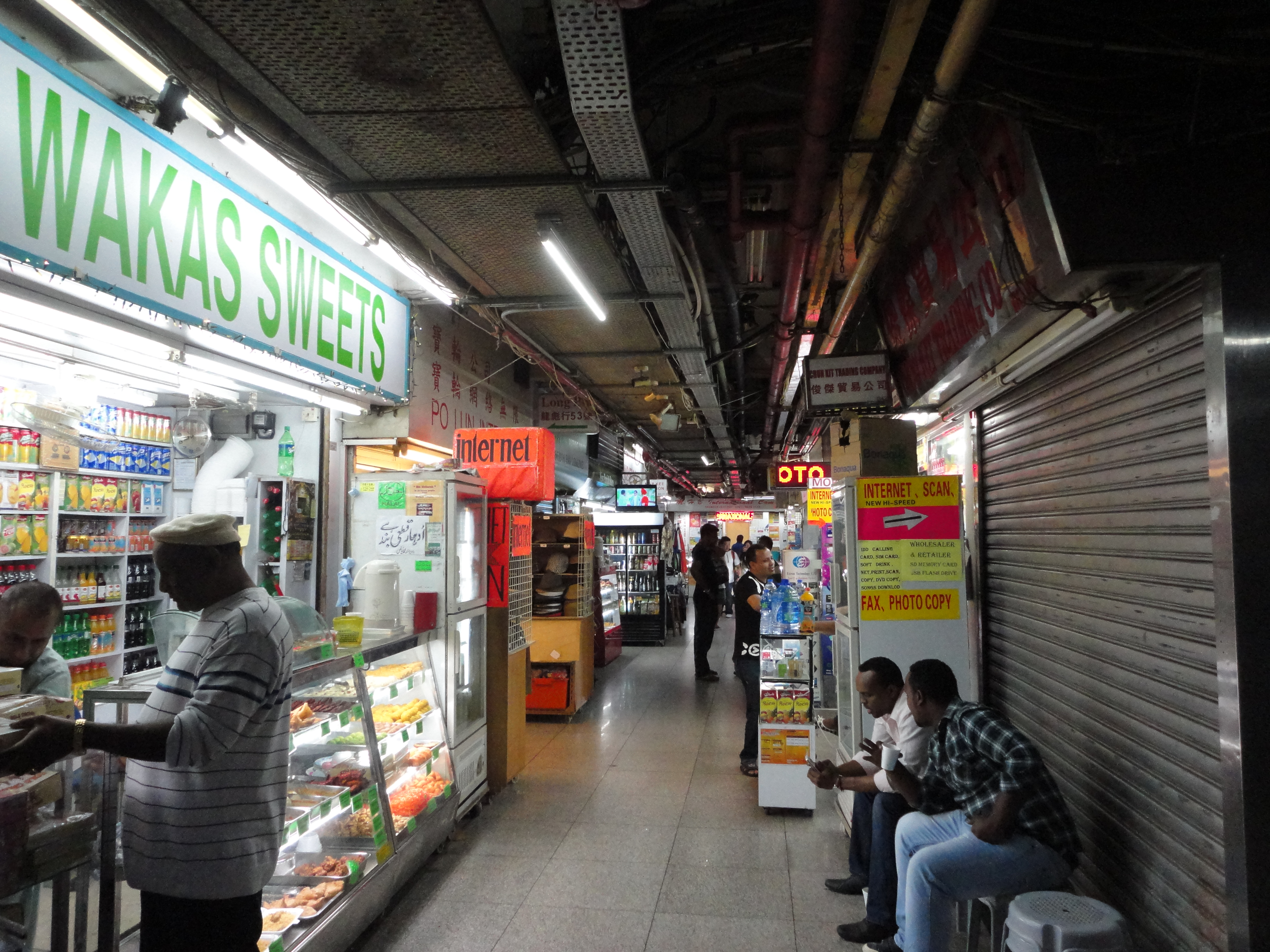
重慶大厦内部

前述の通り、ビル内には非常に多くのゲストハウスが存在しており、香港には安宿が少ないこともあって世界中の旅行者で毎日賑わっている。値段の安さを重視するアフリカ、南アジア系の利用者が多いHK$70程度のドミトリーから、ホテルに近い設備を備えたHK$400程度のもの（ゲストハウスではなく「酒店（ホテル）」の名を冠しているものもある）まで様々である。高層階には前者、低層階には後者が多い傾向にある。以前は予約を受け付けない宿が多かったが、近年は中国大陸からの観光客の急激な増加によりオンラインで予約必須の宿が増えてきている。
- A座
  - 重慶招待所（重慶招待所 / 重庆招待所、Chungking House）

重慶大厦で唯一、香港観光協会の認定を受けている
  - 恵康賓館（惠康賓館 / 惠康宾馆、The Welcome Guest House）
  - 百楽賓館（百樂賓館 / 百乐宾馆、Park Guest House）
  - 第一招待所（第一招待所 / 第一招待所、First Guest House）
  - トラベラーズ・ホステル（Travellers Hostel）

ドミトリーとして有名

- B座
  - 龍匯賓館（龍匯賓館 / 龙汇宾馆、Dragon Inn）
  - 快楽招待所（快樂招待所 / 快乐招待所、Happy Guest House）

深夜特急の撮影が行われたゲストハウス

- C座

- D座
  - 恒生賓館（恆生賓館 / 恒生宾馆、Head Sun Guest House）

- E座

## 交通
- 香港MTR
  - ■荃湾線尖沙咀駅D1出口
  - ■屯馬線尖東駅L1出口 N5出口
- 香港国際空港からA21バス